# Винники (Кременчуцький район)
Ви́нники — село в Україні, у Козельщинській селищній громаді Кременчуцького району Полтавської області. Населення становить 208 осіб. До 2020 орган місцевого самоврядування — Бреусівська сільська рада.

## Географія
Село Винники знаходиться на відстані 1 км від сіл Бреусівка та Рибалки.

## Історія
12 червня 2020 року, відповідно до розпорядження Кабінету Міністрів України № 721-р «Про визначення адміністративних центрів та затвердження територій територіальних громад Полтавської області», село увійшло до складу Козельщинської селищної громади.
19 липня 2020 року, в результаті адміністративно - територіальної реформи та ліквідації Козельщинського району, село увійшло до складу новоутвореного Кременчуцького району.

## Відомі уродженці
- Олесь Воля (Міщенко Олександр Володимирович; нар. 1952) — український письменник та журналіст, дослідник Голодомору.
- Сліпко Юрій Васильович (1912—1969) — український поет.